# Карменер

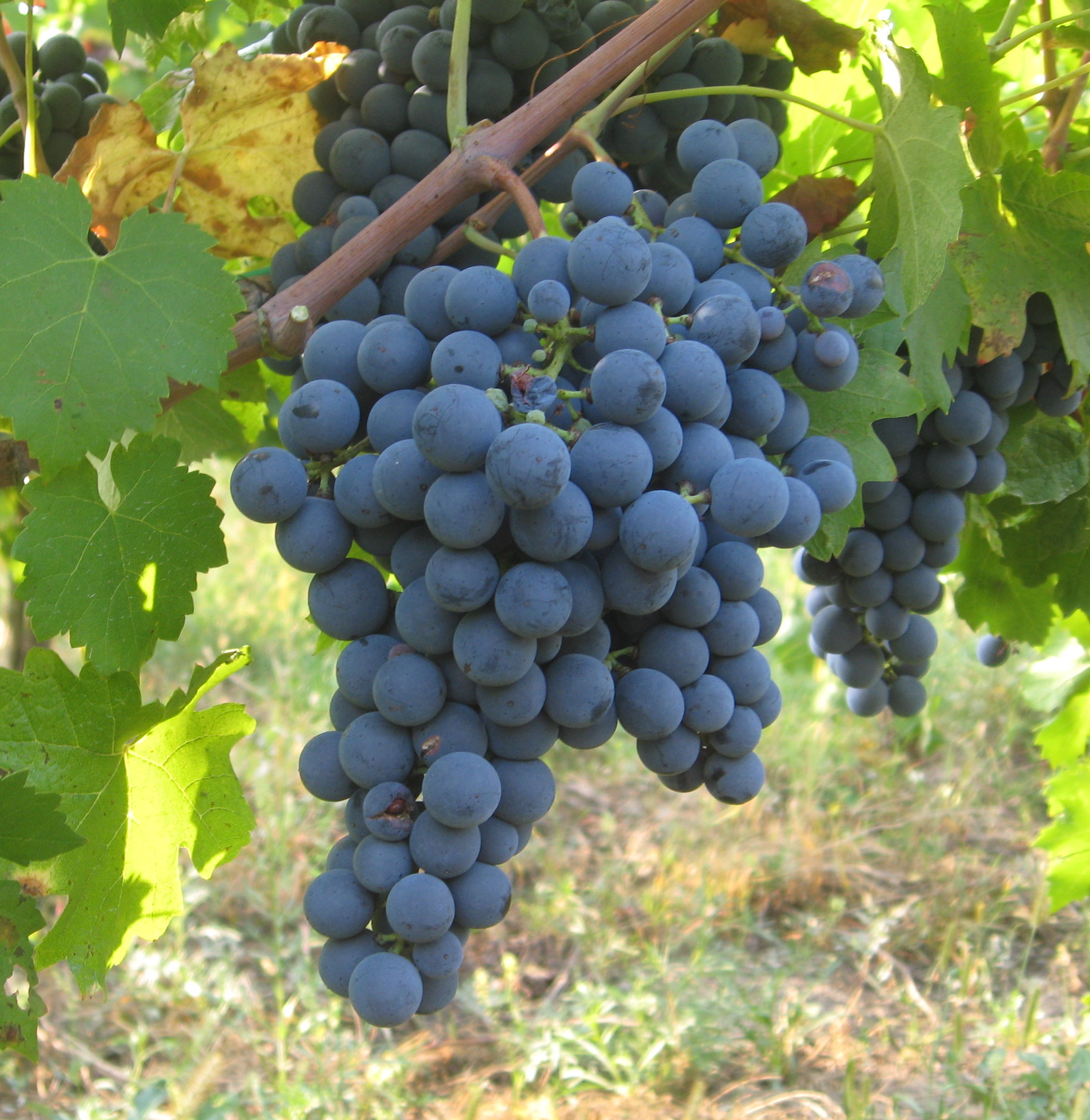
Гроно Карменеру

Карменер (фр. « Carménère») — технічний сорт червоного винограду французького походження. За своїми характеристиками схожий на Мерло.

## Історія

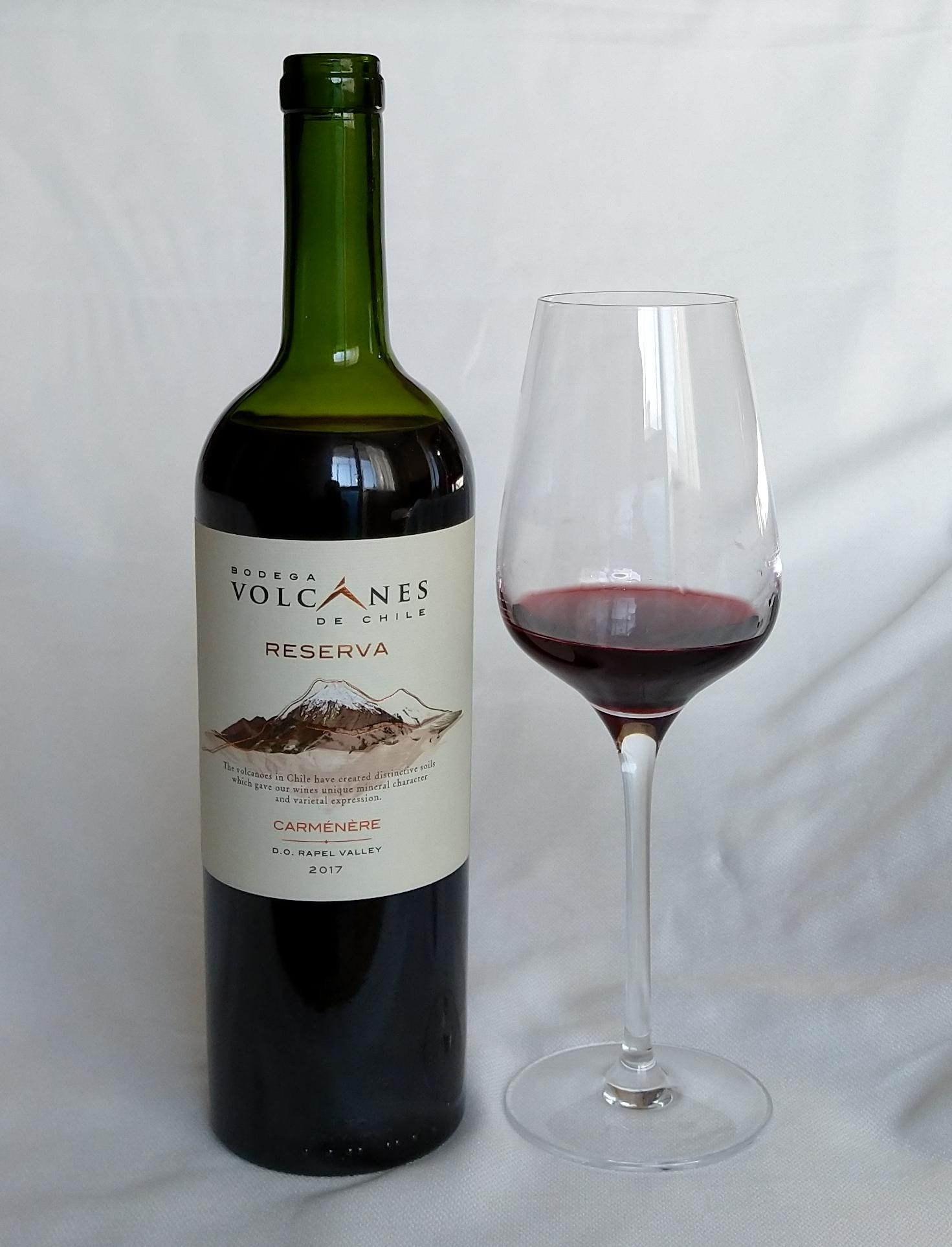
Вино з винограду карменер

Карменер — технічний сорт винограду з Франції, з регіону Бордо. Використовувався у купажах бордоських вин. Після епідемії філоксери у 1863 році на території Франції практично зник. У наш час найбільші площі Карменеру знаходяться у Чилі.

## Розповсюдження
Сорт вирощується у Чилі (долини Кольчагуа та Рапель), Франції, США (Каліфорнія), Новій Зеландії, у північно-східній частині Італії.

## Характеристики сорту
Середньостиглий, теплолюбний сорт, для кущів характерна велика сила росту. Свої кращі якості в винах цей сорт показує на кам'янистих ґрунтах. Грона циліндроконічні, невеликого або середнього розміру, іноді «крилаті». Ягоди середні, округлі, синьо-чорні, м'якоть соковито-м'ясиста, з трав'янистим присмаком. При несприятливих умовах (вітер, низька температура, дощі) може спостерігатись осипання зав'язі. Листки яскраво-зелені, звичайної форми, неопушені, розташовані густо.

## Характеристики вина
Вина з винограду Карменер є візитівкою виноробства Чилі. Він дає середні в тілі вина, сильно забарвлені, з ароматом чорної смородини. Іноді в них може бути присутня невелика гірчинка (або пряна нотка). Молоді вина можуть мати трав'янистий присмак. Таніни середні, у вині присутні ноти сливи, інжиру, чорносливу, прянощів, зеленого перцю. Як правило, вина з Карменер вживають молодими, хоча найкращі зразки мають потенціал для витримки до декількох років.